# سونيا أندرادي
سونيا أندرادي (بالبرتغالية: Sonia Andrade‏) هي فنانة برازيلية، ولدت في 1935 في ريو دي جانيرو في البرازيل.